# Носилка
Носилка е медицинско приспособление, предназначено за пренасяне на ранени, болни или починали от едно място на друго. Използва се при спешни случаи, бърза помощ. Като правило всички линейки са снабдени с носилки на колела, които могат да се сгъват. За обслужването на такава носилка са необходими двама души - един отпред и един отзад. Съществуват и по-обикновени носилки, които нямат колела, в този случай са необходими четири души за пренясяне на болния - два отпред и два отзад, макар да е възможно да се обслужва и от двама при необходимост. Носилки се използват и при спортни състезания при контузия на състезател, а също така и в армията.
Конструкцията на носилките, използвани в бърза помощ позволява да се регулира височината и наклона така че главата да е нависоко при необходимост. Снабдени са също така с интравенозна инфузия, дихателна и реанимационна апаратура. Имат и ремъци, с които болният се прикрепя стабилно към носилката, за да не падне при пренасяне по неравна повърхност. Някои носилки наподобяват болнично легло.